# Хуссін Камалуддін
Гусін Камалуддін (малай. Husin Kamaluddin) — 17-й монарх Брунею. Керував країною у 1710—1730 рр і в період 1737—1740 рр. Був мудрим, справедливим і благочестивим керівником держави і за його часів країна досягла відносного процвітання. Помер у 1770 році.